# Huancavelica
Huancavelica (del quechua clásico Wanka Willka "cerro-santuario", fundada como Villa Rica de Oropesa el 4 de agosto de 1571, es una ciudad peruana, capital del distrito, de la provincia y del departamento homónimos, en Perú. Está situada en la vertiente oriental de la cordillera de los Andes a orillas del río Ichu, afluente del Mantaro.
En las épocas preíncas, Huancavelica fue conocida como la región de los angaraes y chancas. La etimología de la palabra Huancavelica posee diversas versiones, pero la más citada proviene de las voz quechua wanka willka, supuestamente 'piedra sagrada', aunque esta interpretación no concuerde con la gramática quechua. Fundada el 4 de agosto de 1572 por instrucciones del virrey del Perú don Francisco Álvarez de Toledo con el nombre de Villa Rica de Oropesa, denominación que hacía referencia a la villa de Oropesa donde había nacido el virrey y también al boom económico sostenido por el mineraje en esa época. Aunque aún se extraen minerales de alrededores de esta ciudad, Huancavelica se ubica en el centro de una de las zonas de mayor índice de pobreza del país. Cuenta con una población estimada de 47 866 habitantes para el año 2015.
Esta ciudad se caracteriza por la cultura que dejaron incas y españoles en su travesía por este lugar. Así por ejemplo se celebran las fiestas costumbristas religiosas y tradicionales. También destaca en gastronomía con platos autóctonos como son el mondongo y la pachamanca.

## Etimología

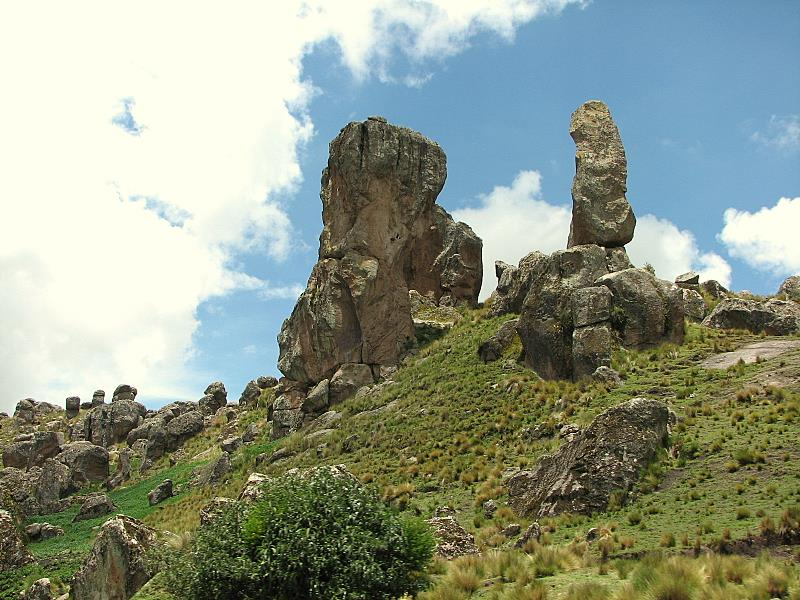
Una de las versiones hace referencia a "Huanca" - piedra y "Huillca" - Sagrado.

Si bien son diversas las versiones que se dan acerca del verdadero origen de la palabra Huancavelica, las más aceptadas son:
- La primera acepción proviene de un texto de fray Martín de Murúa donde hace referencia a un jefe huanca quien libró una gran batalla al lado de un cerro o willka.
- Mario Felipe Paz Soldán afirma que la palabra viene de huanca y vilca, que significa adoratorio del sol construido con piedras grandes.
- El escritor e historiador hispanoperuano Garcilaso de la Vega anota que a la provincia «Huanca» le añadieron «Uillca» (de grandeza).
- Se recoge también la versión de huanca "piedra sagrada" con huillca "cerro sagrado".
- Otra que proviene del famoso curaca chanca Huanco Huillca.
- Pero la más generalizada es la que relaciona el nombre de una mujer "huanca" llamada Isabel a la que todos conocían por "Belica". Al referirse a ella siempre le decían la “Huanca Belica”.[10][4]

## Escudo
El escudo de armas era la preciosa alhaja de la Corona que fue convertida en una ciudad bajo el nombre de "La Villa de Oropesa". Los reyes de España le dieron el privilegio de las armas y se le dotó de un escudo. El mensaje escrito en latín: ME FERIAM TOTUM SIC HUANCAVELICA TUETUR significa me sacrificaré del todo para que Huancavelica esté segura, y en el interior del escudo destaca un cerro en cuya cima se ve un globo con una cruz.

## Historia

### Antiguo Perú: Primeros pobladores
La región donde hoy se encuentra Huancavelica fue antiguamente poblada por humanos hace unos 12.000 años  a. C., en la época del Pleistoceno tardío y a inicios del Holoceno. Hasta hoy no se han encontrado restos humanos en esta zona, pero es credible su paso por aquí. Como ejemplo de esto cuenta Matos Mendieta que en las cuevas de Pacococha y Orcococha —ubicadas en las alturas de la provincia de Castrovirreyna— existen evidencias de la cacería del caballo americano ya extinguido y demás especies, hace unos 12.000 años. Al igual que el de Mendieta, diferentes arqueólogos como Arturo Ruiz Estrada, Rogger Ravines, Fredy Ferrúa también tienen hallazgos sobre la presencia de grupos humanos en esta zona.

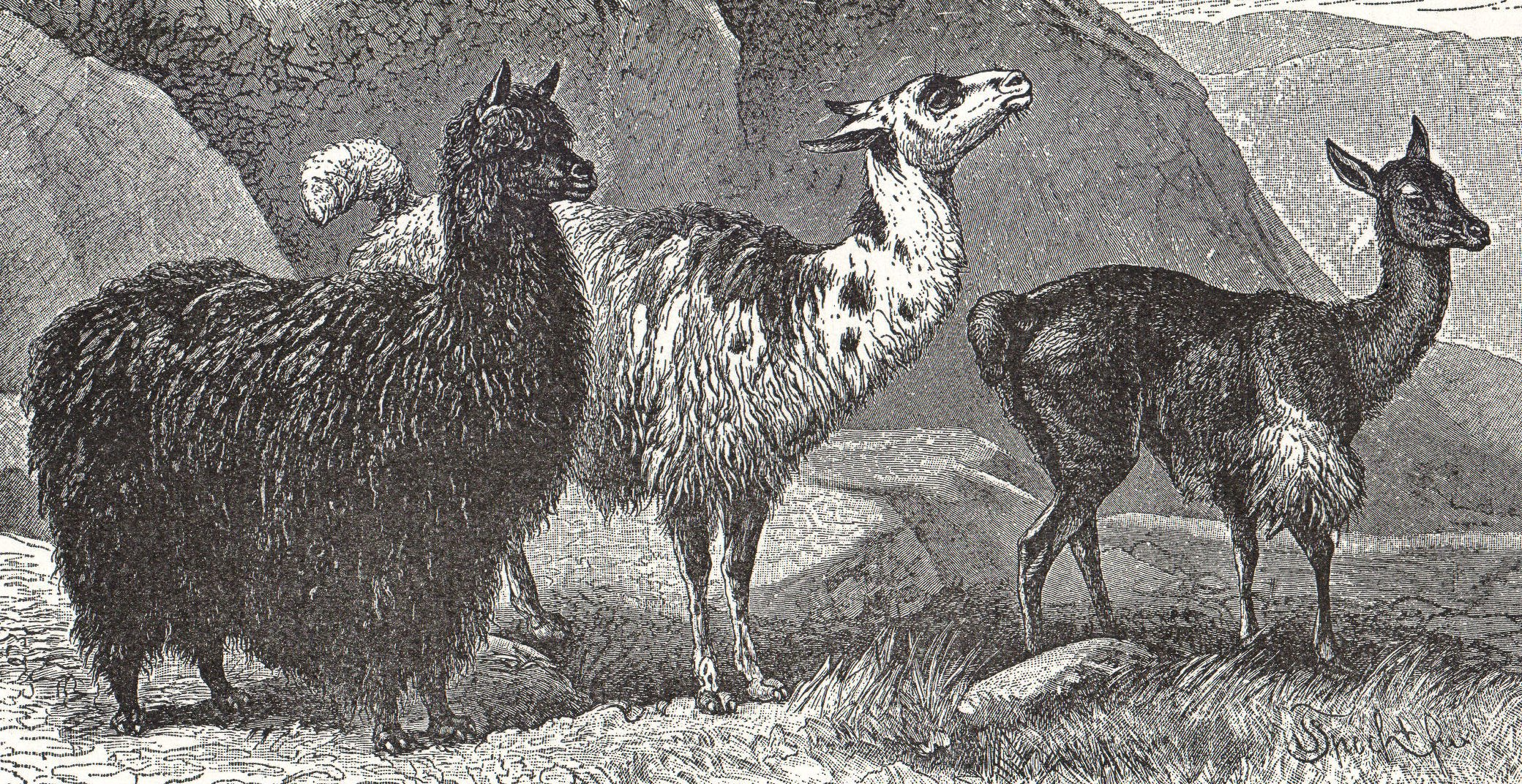
En el período neolítico los antiguos pobladores de esta zona empezaron a domesticar algunos camélidos, como la alpaca, la llama y la vicuña.

 Luego pasaron de ser cazadores, como cuenta el ejemplo de Mendieta, a recolectores horticultores, como lo muestra su libro "Cronología de Huancavelica", esto sucedía entre los años 6.000 y 5.000 a. C.. Prueba de esto, en el distrito de Vilca, apunta Chaud Gutiérrez en 1975, se encontraron raspadores, puntas de proyectil, cuchillos, microlitos, así como gran cantidad de huesos de animales en el complejo Waraque Machay. Esta llegaría a ser uno de los últimos períodos de desarrollo preagrícolas de los Andes Centrales. Fredy Ferrúa da a conocer que entre los años 5.000 y 3.000 a. C. empieza el período del Neolítico, caracterizado por el comienzo de la agricultura y la domesticación de animales. En la antigua Huancavelica estos hechos ocurrieron en las punas de la provincia homónima y en huecos que ellos mismos excavaban y en el contorno construían para cubrirlos con hojas y pajas. De la mano con este crecimiento empiezan los primeros indicios de la Pachamanca, como cocer la carne en un horno bajo la tierra. Entre los años 1200 y 100 a. C., empieza el período Horizonte Temprano o Chavín, suceso que ocurrió en gran parte del Perú, incluyendo a Huancavelica. A 15 km de la ciudad se encuentra el sitio "Atalalla", que fue la zona agroalfarera más grande en ese tiempo. Luego pasaría a la época de Desarrollos Regionales como señala Chaud. Asimismo se reconoce a Nazca en la costa del sur o a Moche en la costa del norte, en Huancavelica fueron los Cajas - nombre bautizado por Mendieta -, que se expandieron en la sierra central. Según Mendieta este período Caja se desarrolla como la influencia inicial de Chavín y final de Paracas. Ya entre los años 600 y 1.000 d. C. interviene la presencia de Wari, también conocida como el "Primer Imperio Andino". Este imperio abarca toda la región huancavelicana y gran parte del territorio peruano. Durante la época incaica Huancavelica fue objeto de disputas con los chancas. Según Garcilaso de la Vega, fue dividida en tres partes a las que denominaron Jauja, Marcavilca y Llacsapallanca; esta última se llamaría Huancavelica durante la llegada de los españoles.

### Virreinato: minas de Santa Bárbara

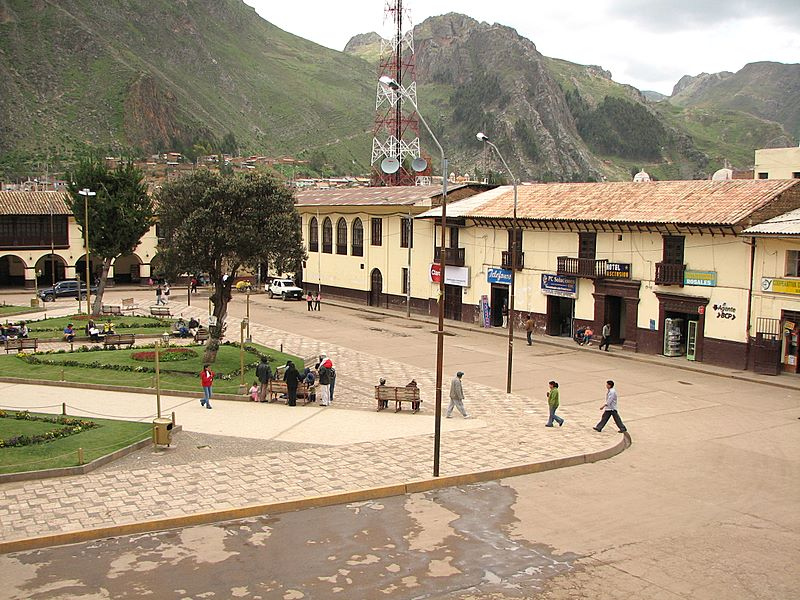
Plaza Mayor de Huancavelica.

A inicios del Virreinato del Perú, los depósitos de mercurio de Huancavelica fueron descubiertos por Enrique Garcés en 1559. Sin embargo, los depósitos de cinabrio (del cual se extrae el mercurio) habían sido explotados desde mucho tiempo antes de la conquista española para ser usado como pigmento —de acuerdo con estudios realizados, fueron explotados desde el siglo XIV a. C.  (correspondiente al Horizonte Temprano) hasta el siglo XV d. C.. (alrededor de 1460 durante el Horizonte Tardío); por lo cual se refiere que, de acuerdo a los relatos, los españoles supieron del yacimiento del monte Chacllacatana por medio de pobladores locales.
Don Amador Cabrera, encomendero de Acoria y Huando, fue avisado de los depósitos de mercurio en Huancavelica alrededor de 1563.  Varias versiones coinciden en que fueron los pobladores nativos quienes le dieron la noticia, si bien algunos relatos identifican a Gonzalo de Ñahuincopa, curaca de Acoria, como la persona quien le expuso la presencia de las minas en la región. Comprobado esto, Cabrera registró la mina con el nombre de La Descubridora el 1 de enero de 1564 ante don López de Barrientos, alcalde ordinario de la ciudad de Huamanga, en cuya jurisdicción quedaba emplazada la mina. Posteriormente, el corregidor Diego Pachecho, Alcalde Mayor de Minas, concedió los derechos de propiedad a Cabrera, obteniendo este último los permisos para la explotación del mineral para la amalgama de oro y plata. Debido a la gran importancia que tuvo esta región minera, el virrey Francisco de Toledo en 1573 expropió a favor de la corona las minas a Cabrera y a otros mineros españoles que también habían sentado denuncios en el yacimiento, fundándose el Estanco del Azogue. Más tarde, la mina La Descubridora fue denominada Todos los Santos y finalmente en el siglo XVIII rebautizada como mina Santa Bárbara.
Santa Bárbara fue la única mina importante de mercurio en todo el continente americano hasta la aparición de las minas de California a mediados del siglo XIX, siendo el mercurio el único insumo indispensable para la refinación del oro y la plata, los cuales constituían los elementos principales de la economía de las colonias hispanoamericanas entre los siglos XVI y XVII. De esta manera, atendió la demanda de las minas de plata de Potosí y Oruro (Alto Perú, actual Bolivia), San Luis de Potosí (México), Cerro de Pasco (conocido entonces como el Cerro Mineral de Yauricocha), etc., e incluso aportó mercurio a Nueva España cuando Almadén —localidad española con minas de cinabrio— no era capaz de hacerlo. Sin embargo, su esplendor fue decayendo hacia el siglo XVIII cuando se produjeron derrumbes en dicho yacimiento, paralizaciones del trabajo debido a las difíciles condiciones de producción y constantes reclamos por las exigencias en el cumplimiento de algunas cláusulas del contrato pactado por parte de los asentistas de esta ciudad.

### Fundación

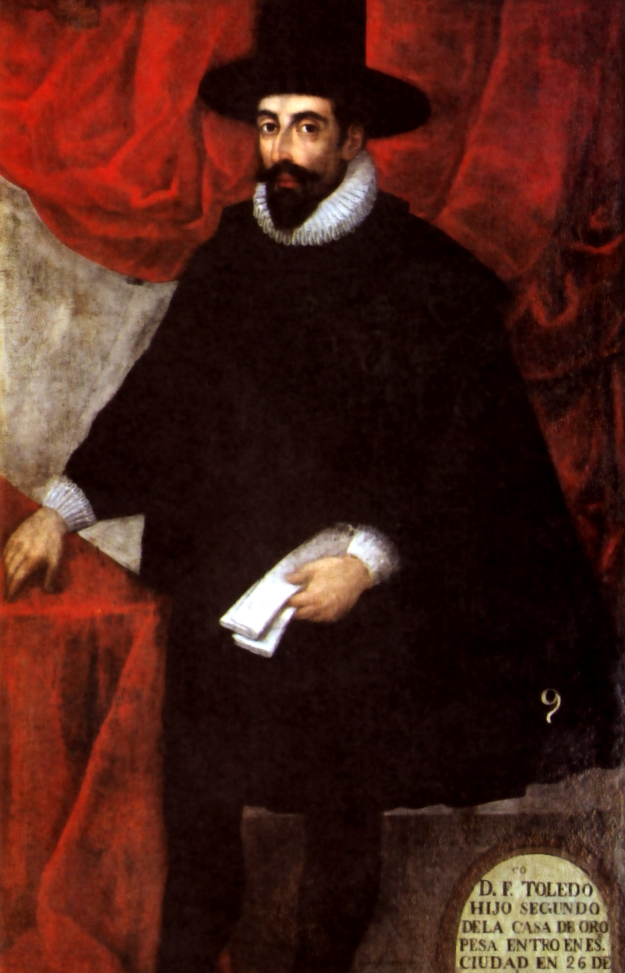
Francisco Álvarez de Toledo, Virrey del Perú ordenó la fundación de la Villa Rica de Oropesa, actual ciudad de Huancavelica.

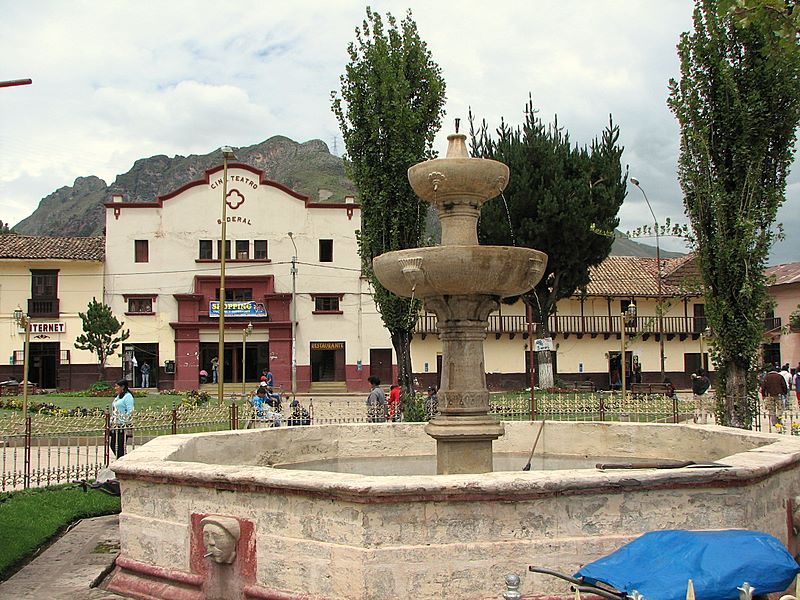
Vista de la plaza Mayor y el cine-teatro de Huancavelica.

Después del descubrimiento de las minas de Santa Bárbara, en el cerro Wanka Willca, el poblado del valle de Secclla tuvo un crecimiento rápido, lo suficiente para que el virrey Francisco Álvarez de Toledo le diera el encargo a Francisco de Angulo, de fundar la Villa Rica de Oropesa.
La fundación de Huancavelica fue tardía a comparación de otras ciudades ya fundadas por los españoles, debido a que estaban interesados por los descubrimientos de las minas de azogue. En la zona ya vivían españoles antes de la fundación, que trabajaban en las minas, en la llanura de Seccha en cuya orilla fluye el río Siquisichca, había construcciones rústicas en forma de cobertizos, donde iban a descansar los mineros después de sus labores. El virrey se mostró atraído por las minas descubiertas y ordenó la fundación oficial el 4 de agosto de 1571.
Después de diez años, el corregidor de Huamanga, que también gobernaba a la ciudad de Huancavelica, se veía limitado a gobernar estas dos jurisdicciones y ante las numerosas solicitudes y peticiones de los pobladores de un único gobernador, como cuenta Guillermo Lohmann, 

El 30 de marzo de 1581 el virrey expidió una previsión en la cual concedió a Huancavelica el título de Villa, a fin de que pudiese gozar de jurisdicción exenta, mero y mixto imperio, en un término de seis leguas a la redonda, con libre disponibilidad de elegir autoridades municipales.
Guillermo Lohmann, «Las minas de Huancavelica en los siglos XVI y XVII»

 Esto debido a que Huancavelica hacía mérito de su importancia con una iglesia en construcción muy adelantada, un hospital sostenido en gran parte por el mineraje y en el casco urbano ya existía alrededor de 170 viviendas.

### República
En el período de la lucha de la independencia, El sargento mayor Marino Castaño, fue el líder que movió a los huancavelicanos durante la emancipación, desde 1814 hasta 1824, apoyando a Mateo Pumacahua, líder indígena que se sublevó repetidas ocasiones contra sus vecinos peruanos españoles. Fue reconocida como ciudad el 21 de junio de 1825.

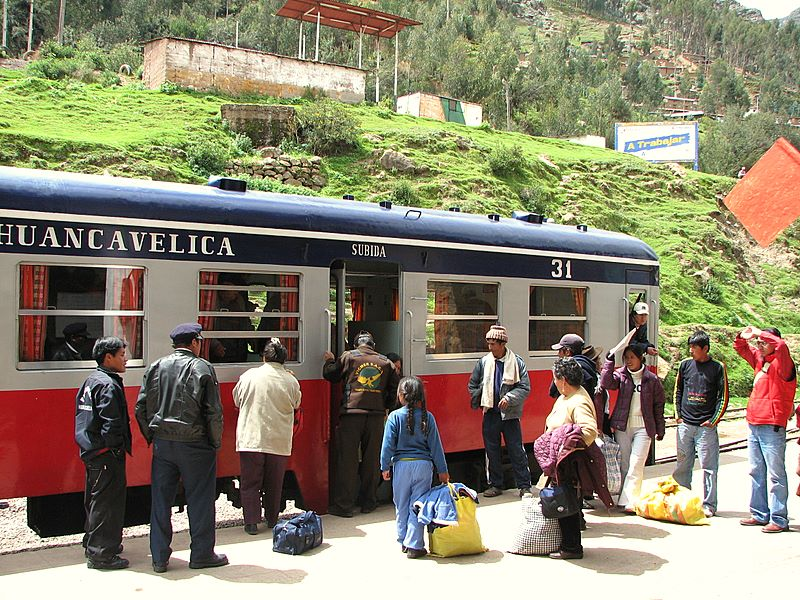
Autovagón del ferrocarril Huancayo-Huancavelica.

Llegada la época republicana, uno de los acontecimientos más importantes de los cuales existen registros, es la inauguración del ferrocarril que une la ciudad de Huancavelica con Huancayo, inaugurado el 24 de octubre de 1926. La construcción fue iniciada en el año 1908 con la intención del tramo Huancayo - Izcuchaca y luego hacia Ayacucho; sin embargo, el ministro de Fomento don Celestino Manchego Muñoz, logró desviar las intenciones mayoritarias y llevó la construcción de ferrocarril hacia Huancavelica, con la intención de llegar hasta Pisco.
A finales del siglo XX, en el período del régimen aprista, el diputado Dr. Moisés Tambini del Valle presentó un proyecto de creación de una universidad en Huancavelica, que luego fue aprobado por la Ley N.º 25265, la misma que se promulgó y se publicó el 20 de junio de 1990, creando la Universidad Nacional de Huancavelica. El cargo de Coordinador General de esta universidad lo inició el periodista colegiado don Héctor Segovia Alguiar. El 28 de abril se coloca la primera piedra de la actual ciudad universitaria en su ubicación actual Paturpampa. El 4 de abril de 1992, con 860 jóvenes, se dio inicio a las actividades académicas tanto en Huancavelica como en las subsedes descentralizadas de Acobamba, Angaraes y Tayacaja. Luego de varios años de funcionamiento, la universidad se pone en protesta por su institucionalidad, con marchas multitudinarias, de esta manera la Asamblea Nacional de Rectores da la autonomía universitaria a esta institución de enseñanza mayor en el año 2000. Actualmente la universidad goza de plena autonomía académica, normativa, gobernativa, administrativa y económica.

## Distritos
La ciudad de Huancavelica está dividida en 2 distritos y tiene una población de 61 623 habitantes al año 2020, según el INEI.
| Pos   | Distrito     | Población 2020 |
| ----- | ------------ | -------------- |
| 1     | Huancavelica | 42 858         |
| 2     | Ascensión    | 18 765         |
| Total | Total        | 61 623         |

## Geografía

### Ubicación
La ciudad de Huancavelica está ubicada en la parte central del departamento homónimo, al que pertenece. La capital distrital se localiza a 12° 47′ 06″ de latitud sur, 74° 58′ 17″ de longitud oeste y a 3.676 m s. n. m.
| Noroeste: distrito de Ascensión                                                  | Norte: distrito de Ascensión, distrito de Palca y distrito de Acoria                 | Noreste: distrito de Acoria y distrito de Yauli |
| Oeste: distrito de Chupamarca, distrito de Aurahuá y provincia de Castrovirreyna |                                                                                      | Este: distrito de Yauli, provincia de Angaraes  |
| Suroeste distrito de Castrovirreyna y provincia de Castrovirreyna                | Sur: distrito de Castrovirreyna, distrito de Santa Ana y provincia de Castrovirreyna | Sureste: distrito de Ccochaccasa                |

Está en un valle rodeado de montañas rocosas y es cruzado por el río Ichu. Forma parte de la Cadena occidental andina, conocida como "Cordillera de Chonta", formada por una serie de cerros dentro de los que destacan Citaq (5328m), Huamanrazo (5298m) y Altar (5268m).

### Clima

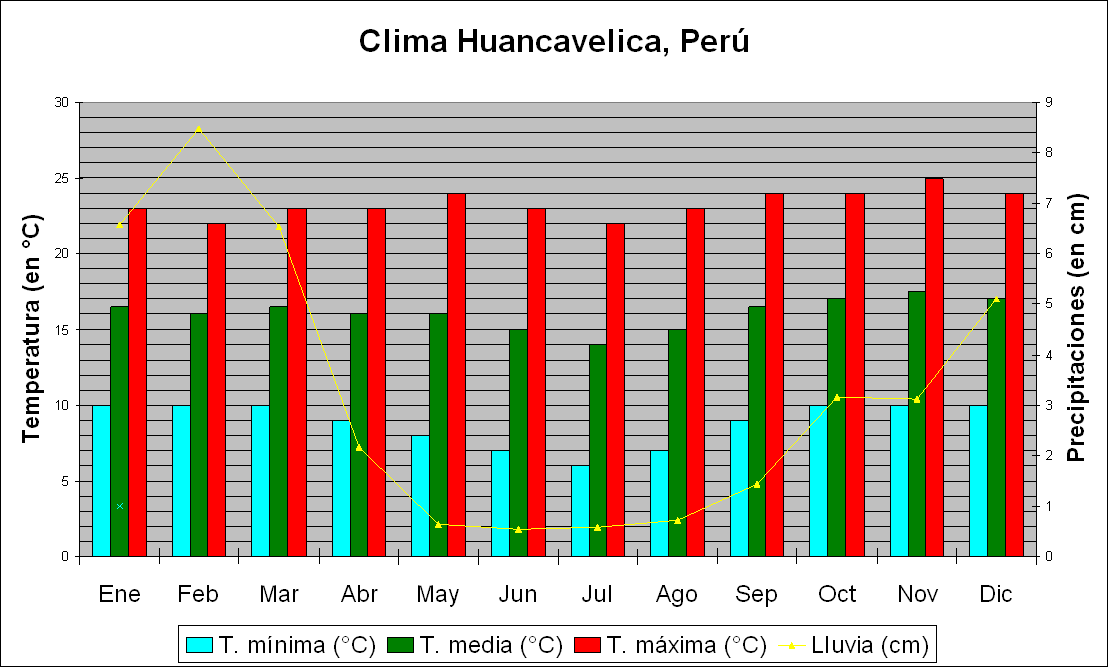
Tabla climatológica de Huancavelica.

En lo referente al clima, predomina el frío soportable, con amplia oscilación entre el día y la noche, entre el sol y la sombra. Generalmente la estación húmeda incluye los meses de noviembre a abril y la mejor temporada para visitar Huancavelica es la seca que comprende de mayo a octubre. En cuanto a su temperatura media horaria es de 9 a 11 °C con variaciones a lo largo del año, siendo la temperatura máxima de 20 °C y la temperatura mínima de 6 °C.
El relieve del territorio huancavelicano ejerce una marcada influencia sobre la dinámica del clima, modificándola de distintas maneras. A mayor altitud el clima se vuelve más frío, muy seco, con fuertes variaciones de temperatura entre el día y la noche, frecuencia de heladas y presencia de hielo, nieve y granizo.
Las variaciones en cuanto a las precipitaciones, ocurre no solo en el año, sino entre los años, ya que pueden presentarse años con condiciones secas, intermedias y lluviosas.
| Parámetros climáticos promedio de Huancavelica | Parámetros climáticos promedio de Huancavelica | Parámetros climáticos promedio de Huancavelica | Parámetros climáticos promedio de Huancavelica | Parámetros climáticos promedio de Huancavelica | Parámetros climáticos promedio de Huancavelica | Parámetros climáticos promedio de Huancavelica | Parámetros climáticos promedio de Huancavelica | Parámetros climáticos promedio de Huancavelica | Parámetros climáticos promedio de Huancavelica | Parámetros climáticos promedio de Huancavelica | Parámetros climáticos promedio de Huancavelica | Parámetros climáticos promedio de Huancavelica | Parámetros climáticos promedio de Huancavelica |
| Mes                                            | Ene.                                           | Feb.                                           | Mar.                                           | Abr.                                           | May.                                           | Jun.                                           | Jul.                                           | Ago.                                           | Sep.                                           | Oct.                                           | Nov.                                           | Dic.                                           | Anual                                          |
| ---------------------------------------------- | ---------------------------------------------- | ---------------------------------------------- | ---------------------------------------------- | ---------------------------------------------- | ---------------------------------------------- | ---------------------------------------------- | ---------------------------------------------- | ---------------------------------------------- | ---------------------------------------------- | ---------------------------------------------- | ---------------------------------------------- | ---------------------------------------------- | ---------------------------------------------- |
| Temp. máx. media (°C)                          | 16                                             | 16                                             | 16                                             | 16                                             | 16                                             | 16                                             | 16.5                                           | 17                                             | 17                                             | 17                                             | 17                                             | 17                                             | 16                                             |
| Temp. media (°C)                               | 9.8                                            | 9.7                                            | 9.7                                            | 9.5                                            | 8.6                                            | 7.5                                            | 7.3                                            | 8.2                                            | 9                                              | 9.6                                            | 9.9                                            | 9.7                                            | 9                                              |
| Temp. mín. media (°C)                          | 3.8                                            | 3.8                                            | 3.6                                            | 2.6                                            | 0.7                                            | -1.3                                           | -1.8                                           | -0.8                                           | 0.9                                            | 1.9                                            | 2.1                                            | 2.7                                            | 1.5                                            |
| Precipitación total (mm)                       | 119                                            | 140                                            | 117                                            | 72                                             | 59                                             | 18                                             | 22                                             | 35                                             | 67                                             | 124                                            | 134                                            | 149                                            | 1056                                           |
| Fuente n.º 1: SENAMHI                          |                                                |                                                |                                                |                                                |                                                |                                                |                                                |                                                |                                                |                                                |                                                |                                                |                                                |
| Fuente n.º 2: climate-data.org                 |                                                |                                                |                                                |                                                |                                                |                                                |                                                |                                                |                                                |                                                |                                                |                                                |                                                |

## Patrimonio
La ciudad de Huancavelica y alrededores poseen diversos atractivos turísticos históricos, iglesias, complejos arqueológicos, bosques, etc. Entre sus más destacados atractivos turísticos encontramos alrededor de 8 iglesias con estilos de construcción pertenecientes al boom económico huancavelicano, con el descubrimiento de sus minas. También a las puyas de Raimondi, cuya floración ocurre una sola vez cada cien años.

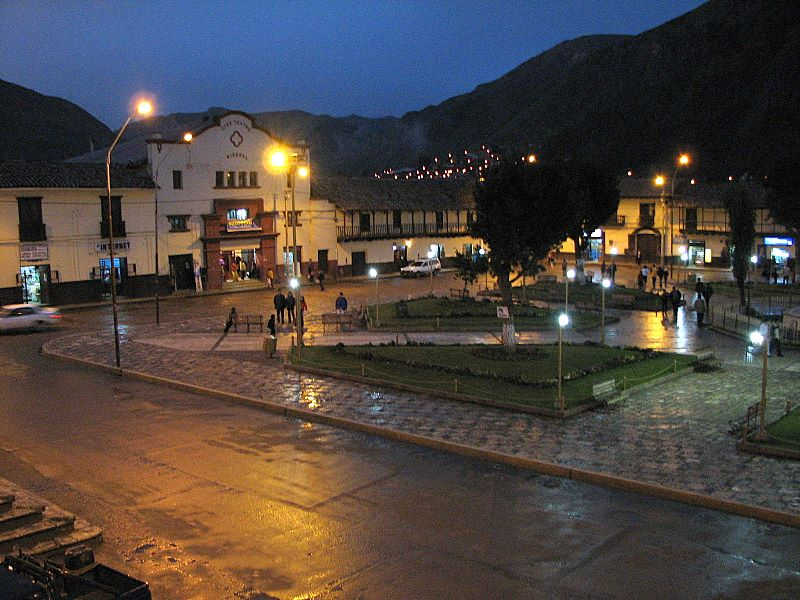
Plaza de armas de Huancavelica en la noche.

### Arquitectónico

#### Plaza Mayor
Esta plaza fue base de la creación de la ciudad de Huancavelica. Es de estilo arquitectónico colonial, y al centro luce una pila construida, en 1862, íntegramente de piedra granítica. En su perímetro se encuentra la catedral y un cabildo de dos pisos. Asimismo pueden verse la capilla de la Virgen de los Dolores y, en la parte central, una pileta de piedra.

#### Iglesias
Huancavelica posee alrededor de 8 iglesias, una breve descripción de estas a continuación:

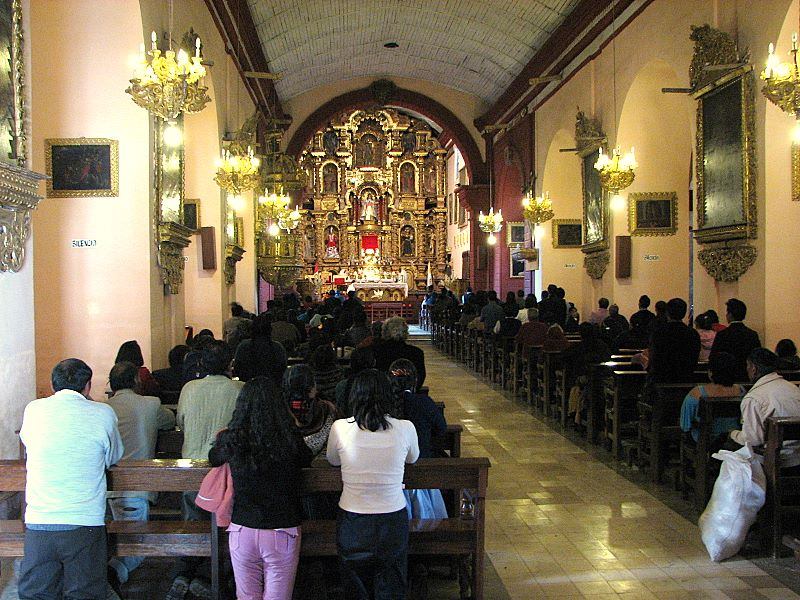
Interior de la catedral de Huancavelica.

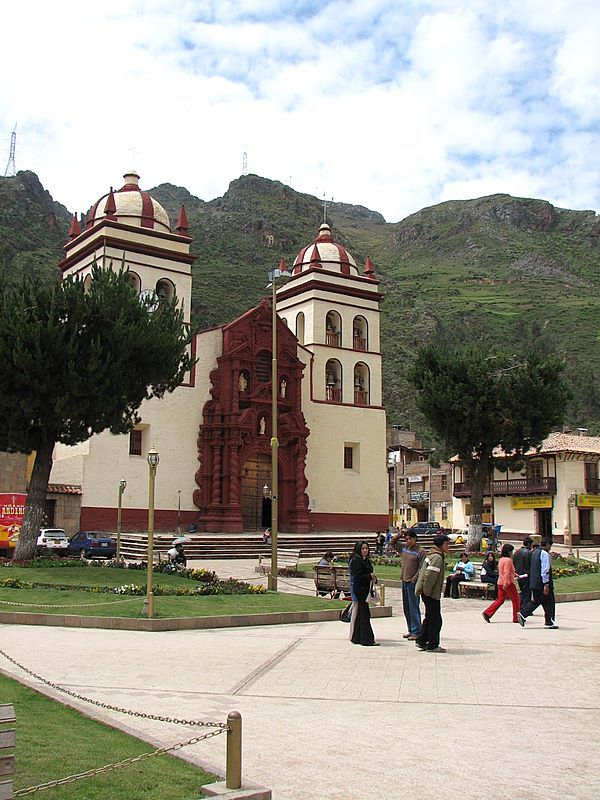
La catedral de Huancavelica.

- Catedral de San Antonio de Huancavelica.- Está ubicada en la Plaza de Armas, el frontón de esta iglesia pertenece al estilo barroco, que fue construido con piedra roja traída desde la localidad de Puka Rumi. Tiene un mural huancavelicano del siglo XVII además de un altar tallado en madera y recubierto en pan de oro, también se pueden ver láminas de plata y lienzos de la escuela Cusqueña y Huamanguina.[39]

- Iglesia de San Sebastián.- Fue construida el año 1662 y se encuentra ubicada en la misma plaza donde está ubicada la iglesia de San Francisco. Su portada pertenece al clásico estilo renacentista con altares tallados.[38] En el altar menor se localiza el Señor del Prendimiento, imagen principal y que convoca a miles de fieles en la Semana Santa.[40]

- Iglesia de San Francisco.- Ubicada en la plaza Bolognesi, fue construida en el año 1777, conservándose casi intacta pese a los movimientos sísmicos que ha soportado. El convento de San Francisco de Huancavelica se relaciona a leyendas populares y a recuerdos de guerra:

-En las "Tradiciones Peruanas" de Ricardo Palma, se le vincula con la leyenda del "Padre sin cabeza" según la cual, un padre franciscano que se ahorcó en una de las celdas del convento, sale a caminar por las noches y toca las campanas de la iglesia.
-También se dice que, durante la Guerra del Pacífico, en el siglo XIX, el convento acabó convertido en cuartel general del ejército comandado por Andrés Avelino Cáceres y la resistencia peruana. Cuenta una historia, que Cáceres vendió los instrumentos musicales del templo, con la intención de conseguir fondos para sostener a la tropa peruana durante su estadía. Actualmente, en la plataforma delantera de la iglesia, se celebra el concurso de Danzantes de Tijeras los días 24 y 25 de diciembre. Igualmente, el 6 de enero de cada año se escenifica la Adoración de los Reyes Magos.

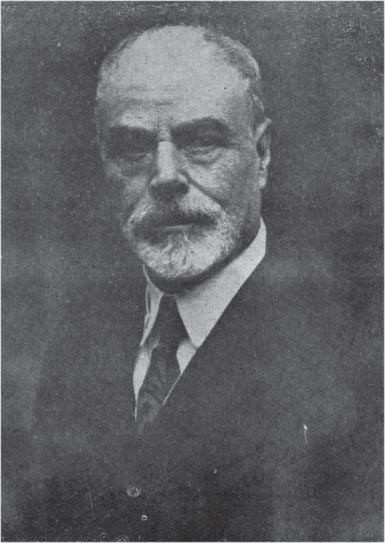
Daniel Hernández, algunas de las pinturas del tayacajino se exponen en "La Sala de exposición de arqueología y antropología Julio Ruíz Pimentel".

- Iglesia de Santo Domingo.- Está ubicada en una pequeña plazoleta ubicada a unos pasos de la plaza de Armas. Construida en el siglo XVII. En la parte interior resalta la colección de lienzos atribuidos a pintores indígenas, de las escuelas Cusqueña y Huamanguina.[38][42]

### Arqueológico

#### Complejos arqueológicos y museos
Destaca el complejo arqueológico de Uchkus Inkañan ubicado en la comunidad de Uchkus Alto en el distrito de Yauli. La arquitectura de este complejo sugiere que fue un centro ceremonial y observatorio astronómico; incluso en uno de sus sectores contaba con terrazas (andenes) empleadas para el cultivo agrícola.

La Sala de exposición de arqueología y antropología Julio Ruíz Pimentel está ubicada en la Plaza San Juan de Dios. Este museo tiene una colección variada de fósiles de la era terciaria, cuaternaria, restos de moluscos y diversas especies marinas petrificadas. También se puede apreciar restos de la época preincaica, así como reliquias de la colonia e independencia, también obras de pintores peruanos como Daniel Hernández, Fernando de Szyszlo, Hilmer Cajahuaringa entre otros.

### Natural

#### Baños termales de San Cristóbal
Las aguas termales de San Cristóbal, están ubicadas en el barrio del mismo nombre, consiste de una piscina y cuartos privados que son proveídos de aguas termales provenientes del cerro aledaño. Se dice que tienen propiedades medicinales. El lugar también cuenta con un pequeño restaurante.

#### Bosques de puyas de Raimondi
El bosque de Puyas de Raimondi (Puya raimondii) de esta parte de la región, se encuentra ubicado en la comunidad de Callqui denominado Ccallanapucro a 14 km del centro de Huancavelica, donde existen más de 1500 plantones de esta especie. La Puya de Raimondi es una de las plantas más raras del planeta. Su vida media es de 40 a 50 años alcanzando incluso los 100 años. La floración ocurre una sola vez, en esa etapa sobrepasan los 10 metros de alto.

## Cultura

### Festividades folclóricas

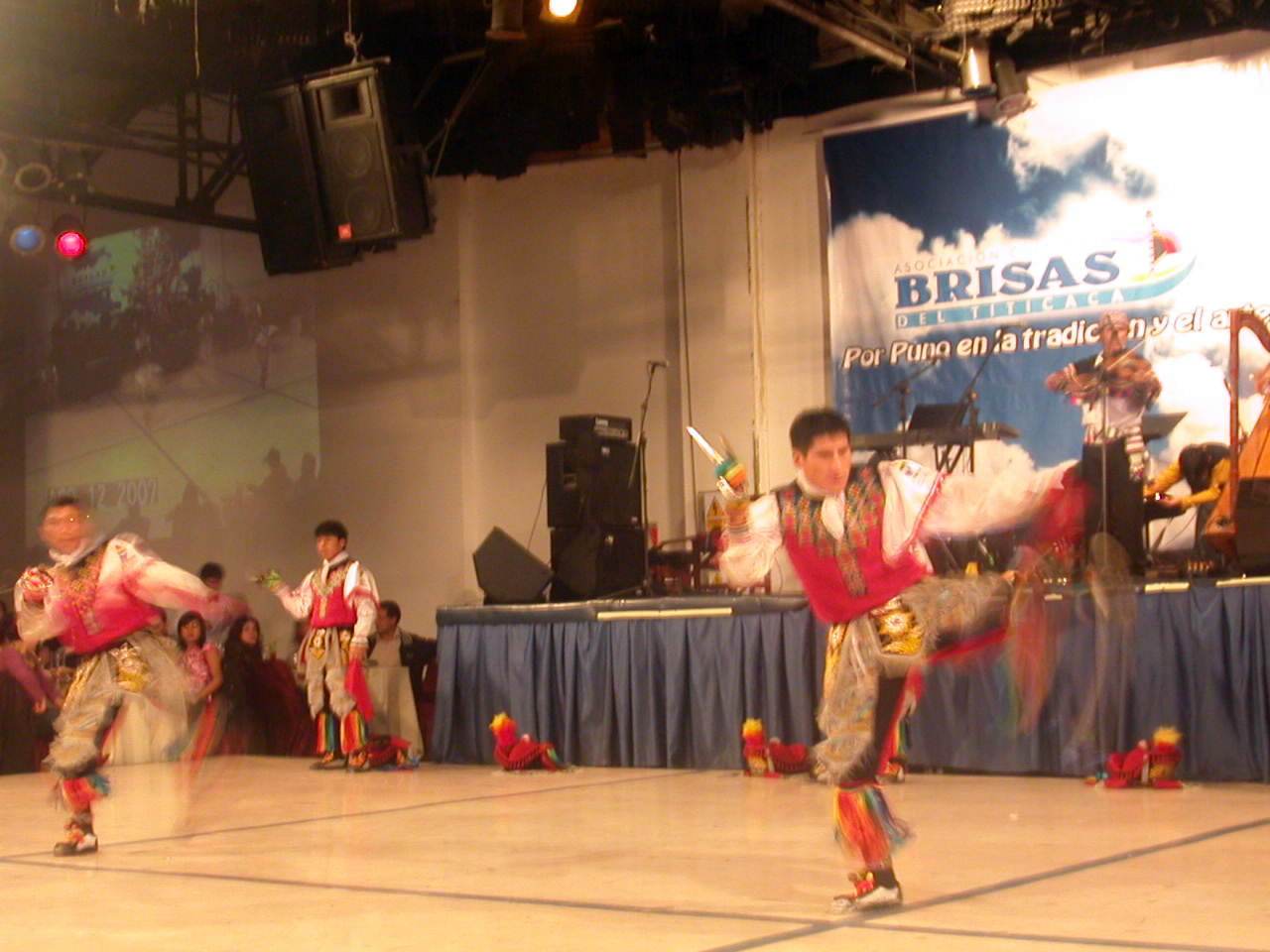
Danzantes de tijeras en un baile regional.

La mayoría de las festividades en esta ciudad se relacionan con lo religioso y a su tradición. En cuanto a las fiestas religiosas tenemos la Fiesta del niño Callaocarpino y Jacobo illanes que se realiza todos los 1 de enero. Esta celebración se extiende por cuatro días e incluye cantos y bailes diversos con la mejor cuadrilla de danzantes de negritos. Otra fiesta es la fiesta del Niño Perdido que se realiza cada 14 de enero. El tema principal de esta fiesta es la de recordar la búsqueda del niño Jesús por sus padres en el templo, cuando este discutía con los doctores de la Ley, según la Biblia (Biblia Reina-Valera Lucas 2:41-51). Esta celebración se extiende por cuatro días e incluye cantos y bailes diversos como la competencia de "danzantes de negritos". Entre marzo y abril se celebra la Semana Santa que se inicia un domingo con un acto litúrgico, llamado Domingo de Ramos y luego se continúa con procesiones nocturnas. En mayo, en cada barrio de la ciudad, se realiza la fiesta de las Cruces, festividad realizada bajo el símbolo de la cruz que tiene su origen en la Pascua de Pentecostés. Las ceremonias comienzan con la llamada bajada de cruces, iniciándose la ceremonia que incluye la corrida de toros; Waqrapucos; Jarawis y finaliza con el canto de los Pututus, durando en total un promedio de una semana. En el distrito homónimo a esta ciudad, cada 29 de septiembre empieza la Semana Turística de Huancavelica. Esta semana está reservada para la realización de actividades recreativas, sociales y culturales que incluyen danzas folclóricas y degustación de platos típicos de la región. En cuanto a lo tradicional, encontramos la famosa danza de las tijeras o galas (atipanacuy) que se realiza cada 24 de diciembre.

### Calendario turístico
También se celebran diversas actividades festivas, de las que se destacan las siguientes:
| Enero                                                             | Enero                                | Enero                   | Julio                                                             | Agosto                                      | Agosto                                                                   | Septiembre                                                         |
| ----------------------------------------------------------------- | ------------------------------------ | ----------------------- | ----------------------------------------------------------------- | ------------------------------------------- | ------------------------------------------------------------------------ | ------------------------------------------------------------------ |
| 01                                                                | 06                                   | 14                      | 16                                                                | 04                                          | 16                                                                       | 29                                                                 |
| Fiesta en honor al Niño Callaocarpino y Jacobo Illanes 1 de enero | Adoración Reyes Magos y los Pastores | Fiesta del Niño Perdido | Virgen del Carmen, fiesta patronal de Lircay, Angaraes y Acobamba | Aniversario de la fundación de Huancavelica | San Roque, patrón de Castrovirreyna (cofradía danzas y corrida de toros) | Fiesta de San Miguel de Moya (cofradía, danzas y corrida de toros) |

### Gastronomía
Los nativos huancavelicanos son considerados los creadores de dos potajes que, por tradición, son los que se comen antes y durante sus fiestas y que en la actualidad se han hecho famosos en el Perú, estos son: el mondongo y la pachamanca, pero además también poseen una variedad de platos típicos, combinaciones de dos raíces culinarias: la andina peruana y la española. El "mondongo" se prepara a la víspera de la mayoría de fiestas, es preparado con maíz blanco o mote, carne de res, carnero, tocino, carne seca o charqui, patitas, cabeza y panza de carnero. 

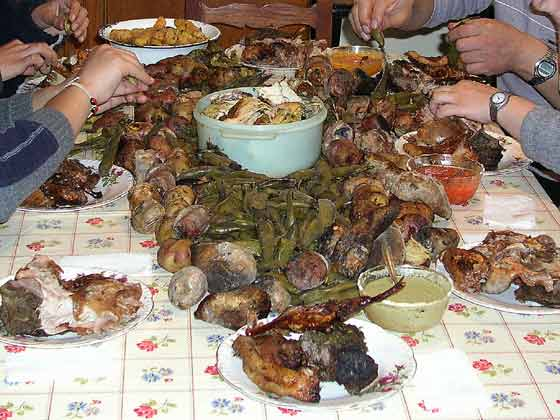
La pachamanca huancavelicana tiene productos como el carnero, cabrito, chancho, cuyes y res así como choclos, papas, habas, quesillos, queso y humitas.

La "pachamanca" es preparada para ocasiones especiales como bautizos, matrimonios y fiestas costumbristas. Esta es preparada bajo la tierra, lleva carnero, cabrito, chancho, cuyes y res así como choclos, papas, habas, quesillos, queso y humitas y se cocina con el calor de las piedras que fueron calentadas con anterioridad siendo cubiertas con hojas de marmaquilla.
También destacan:
- El puchero preparado entre los meses de enero a marzo con verduras frescas, carnes de alpaca, carnero, menestras frescas como garbanzo, frijoles y frutas.

- Chuño pasi con kuchi kanka preparado con papa deshidratada (chuño), revuelto con huevo y queso, acompañado con lechón asado.

- Trucha, pescado de río preparado en diversas formas.

- Carnero al palo preparado con bastante aderezo atravesado en un palo, para luego cocinarlo a la brasa con carbón, se acompaña este plato con papas, habas y verduras.

- El patachi es un plato típico preparado con diversas carnes y trigo pelado, cocido durante toda la noche.

- El tiqi es un plato típico de las zonas cálidas de Huancavelica, preparado con abundante quesillo, papas sancochadas picadas, leche, mezclado con yerbas aromáticas de la zona y ají. Pero además tienen otros ricos potajes preparados con carne de alpaca considerada en el mundo como una de las carnes con menos grasa y colesterol.

- La ropa vieja es un guiso de carne con menestras, papas, arroz y col.

- El postre típico es la mazamorra de ayrampo.[47]

## Economía y aspectos sociales

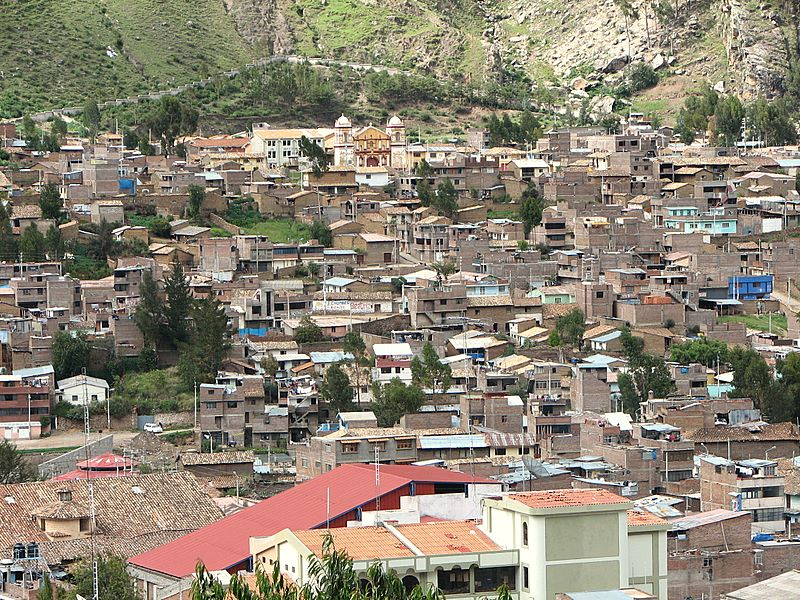
La parte central de Huancavelica es donde se realiza la mayoría de sus actividades financieras.

En la economía de la región predomina con gran diferencia el sector primario (agricultura, ganadería, caza y silvicultura), dando trabajo a 64,6 % de la población económicamente activa. Se cultivan cereales como el maíz amiláceo y la cebada, pero también papa o alfalfa: mayormente productos que necesitan baja intensidad de riego. El 64% de las tierras son pastos naturales, el 16%, tierras cultivables y el 20% montes y otros. En infraestructura posee una importante cabaña ganadera, además de industrias lácteas, de cueros y pieles, de harinas y aguardientes. Su nombre se vincula a las minas de cinabrio, cuyo mercurio de gran ley se extrajo al mismo tiempo que se explotaba la plata potosina en la época colonial. El mercurio o azogue era el insumo principal para refinar la plata con la técnica de la amalgama y gracias a este se dio el éxito de la industria argentífera virreinal.
Por otro lado, en el aspecto social, Huancavelica como departamento es el más pobre del país, cuya tasa de pobreza alcanza el 84,4% y la pobreza extrema está en 59,9%. Asimismo, representa la tasa de desnutrición más alta en niños menores de 5 años de la zona rural del país: 53,2%. El 14% de la población carece de servicio de agua, el 39% carece de desagüe y el 8% no tiene electricidad. El analfabetismo en las mujeres alcanza el 14%, siendo superado por el de los niños de 0 a 12 años con el 28%. Según el programa de las Naciones Unidas (PNUD), el Índice de Desarrollo Humano es de 0,5474, alcanzando a ser una ciudad con desarrollo humano medio.

## Educación

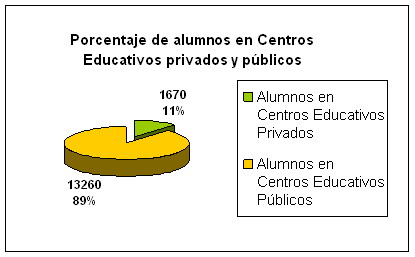
Gráfico porcentual de alumnos en C. E. públicos y privados.

Huancavelica cuenta con 20 centros educativos privados y con 81 públicos, de los cuales 42 son de educación inicial, 31 de educación primaria, 14 de educación secundaria y demás centros superiores.
- Instituto de Educación Superior Pedagógica Privada Santa Rosa.
- Instituto Superior Tecnológico Público de Huancavelica.
- Instituto Superior Pedagógico Público de Huancavelica.
- Instituto Superior Privado Telesup.
- Escuela Técnico Superior P.N.P Huancavelica

Durante el año 2006, el número de alumnos en instituciones privadas era de 1.670 aproximadamente, mientras que en los colegios públicos el número era mayor de 13.260 estudiantes, que representaría el 88.8% del alumnado total que estudia en esta ciudad.
Huancavelica es sede principal de la Universidad Nacional de Huancavelica localizada en Paturpampa. Cuenta con un Centro de Informática y Sistemas, Centro de Impresiones, Centro de Idiomas, Laboratorio y una Biblioteca Central.

## Salud
Hospital I Huancavelica.

## Deportes
Sin duda el deporte más practicado por los habitantes de la ciudad es el fútbol, al igual que el resto del país, los clubes más tradicionales y populares de la afición Huancavelicana son UDA, Diablos Rojos y el Racing FBC.
El principal recinto deportivo para la práctica del Fútbol es el Estadio IPD de Huancavelica, a 3.676 m.s.n.m es uno de los más altos del mundo, y cuenta con una capacidad para 2,500 espectadores.

## Transporte y comunicaciones

### Vías de acceso
El acceso de las ciudades de Huancayo, Lima y Ayacucho a la ciudad de Pampas, es por vía terrestre.

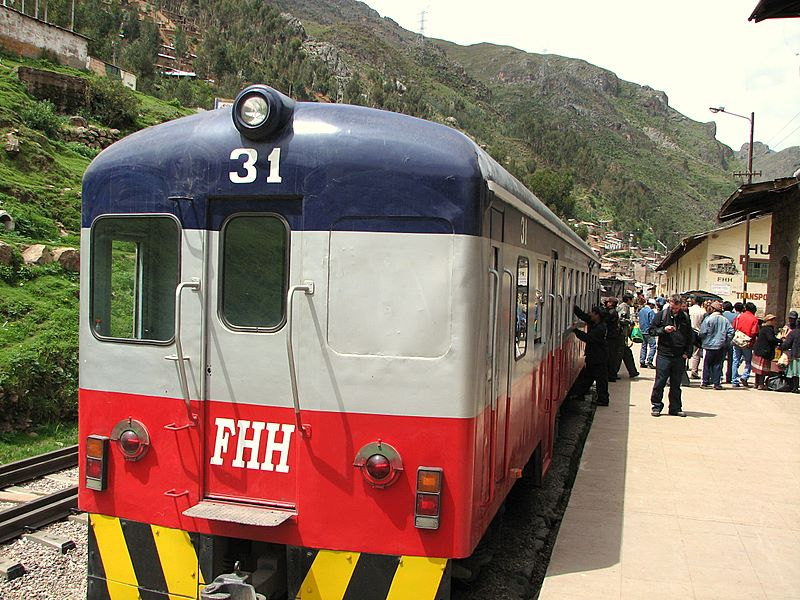
Salida del tren macho.

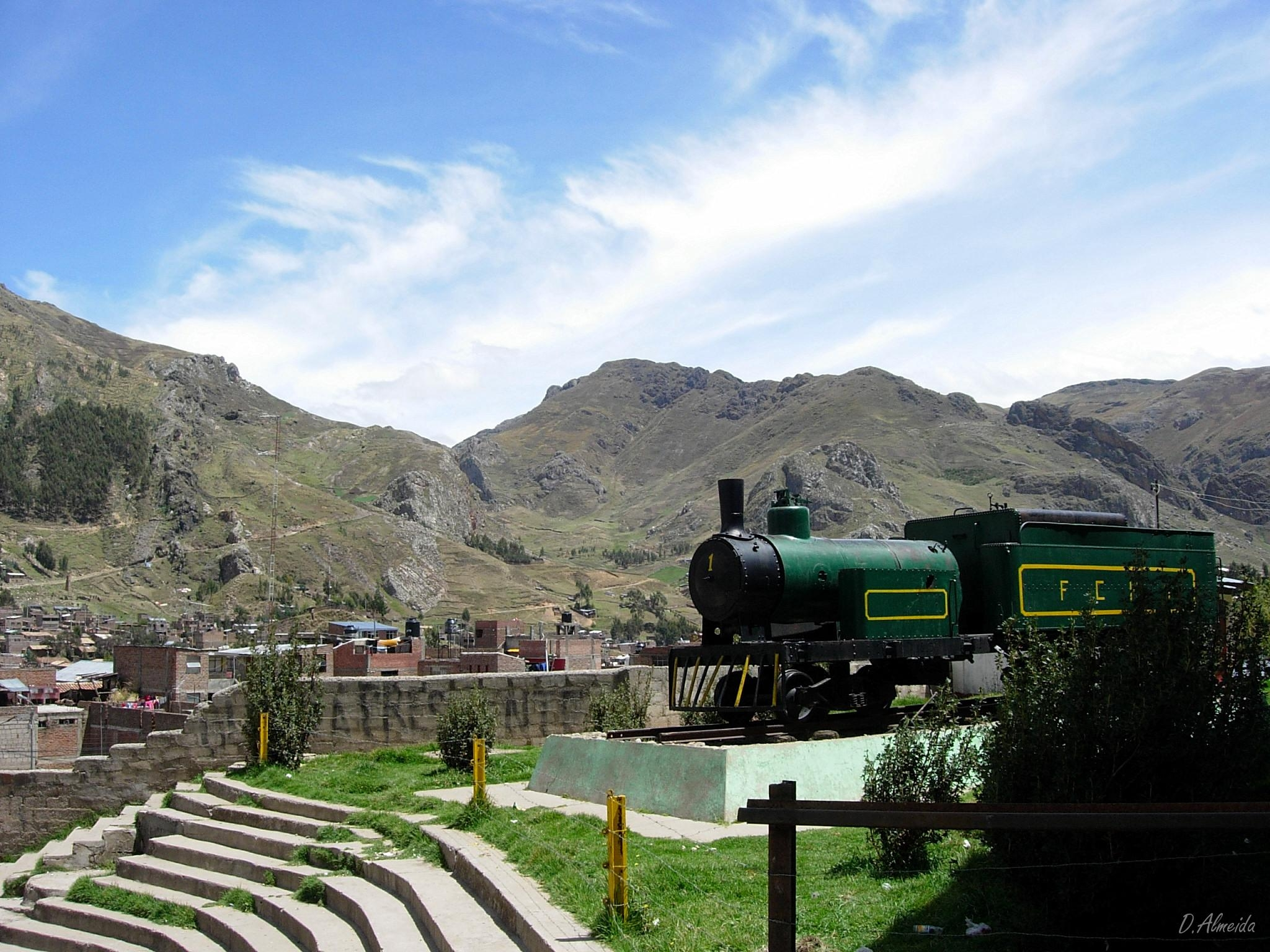
Tren macho.

Vías de Acceso
| Tramo                          | Tipo de vía          | Medio de acceso | Distancia                                | Tiempo aprox. *Tiempo referencial en auto |
| ------------------------------ | -------------------- | --------------- | ---------------------------------------- | ----------------------------------------- |
| Lima – Pisco – Huancavelica    | Asfaltada y afirmada | Autos, Ómnibus  | 499 km                                   | 11 horas                                  |
| Lima – Huancayo – Huancavelica | Carretera asfaltada  | Autos, Ómnibus  | 444 km                                   | 11h - 11h30min*                           |
| Ayacucho – Huancavelica        | tierra afirmada      | Auto, Ómnibus   | 244,9 km vía Rumichaca 221 km vía Lircay | 5 6 horas*                                |
| Huancayo – Huancavelica        | Rieles               | Tren            | 128 km                                   | 6 horas                                   |

## Turismo
Entre sus atractivos turísticos están el mismo Tren Macho y la Plaza de Armas, con corte y prestancia colonial. En su perímetro se encuentra el cabildo, de dos pisos y once portales, que antaño servía de local al ayuntamiento municipal. Se aprecia la capilla de la Virgen de los Dolores y, en la parte central, una pileta de piedra en forma octogonal, con dos fuentes que representan rostros de indias, de cuyas bocas recircula el agua, Iglesia Catedral de San Antonio: Construida en el siglo XVII, el frontis impresiona por el contraste entre sus blancas torres prismáticas y la fachada de estilo barroco, labrada en piedra volcánica de color rojo indio. En el interior predomina el decorado barroco del altar mayor y destacan el púlpito y los altares laterales en pan de oro, así como hermosos lienzos de las escuelas cusqueña y huamanguina, descritas por el viajero D. López Mazzotti en sus libros así como, Los baños termales en la ciudad de Huancavelica: Seccsachaca Villa Cariño y San Cristóbal, la gran cantidad de iglesias virreynales en la ciudad, entre los que destacan el templo y convento de San Francisco, el templo de Santo Domingo y el templo de San Juan de Dios, la mina Santa Bárbara, el pueblo fantasma adyacente , el pueblo pintoresco de Sacsamarca y el camino que une este a la mina y a la ciudad, el histórico puente de Izcuchaca y el bosque de piedras de Sachapite

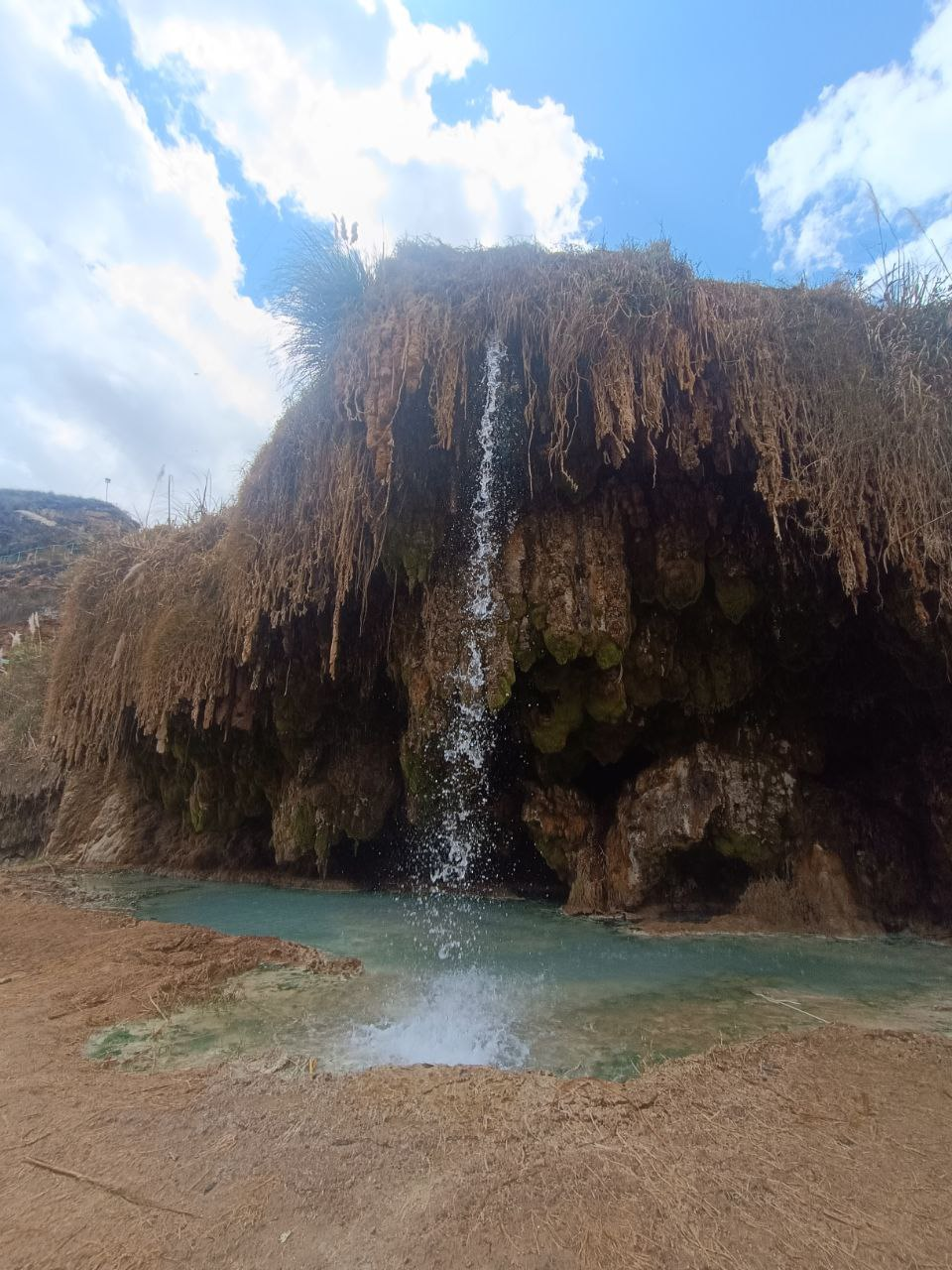
Cascada ubicada dentro del Complejo ecoturístico
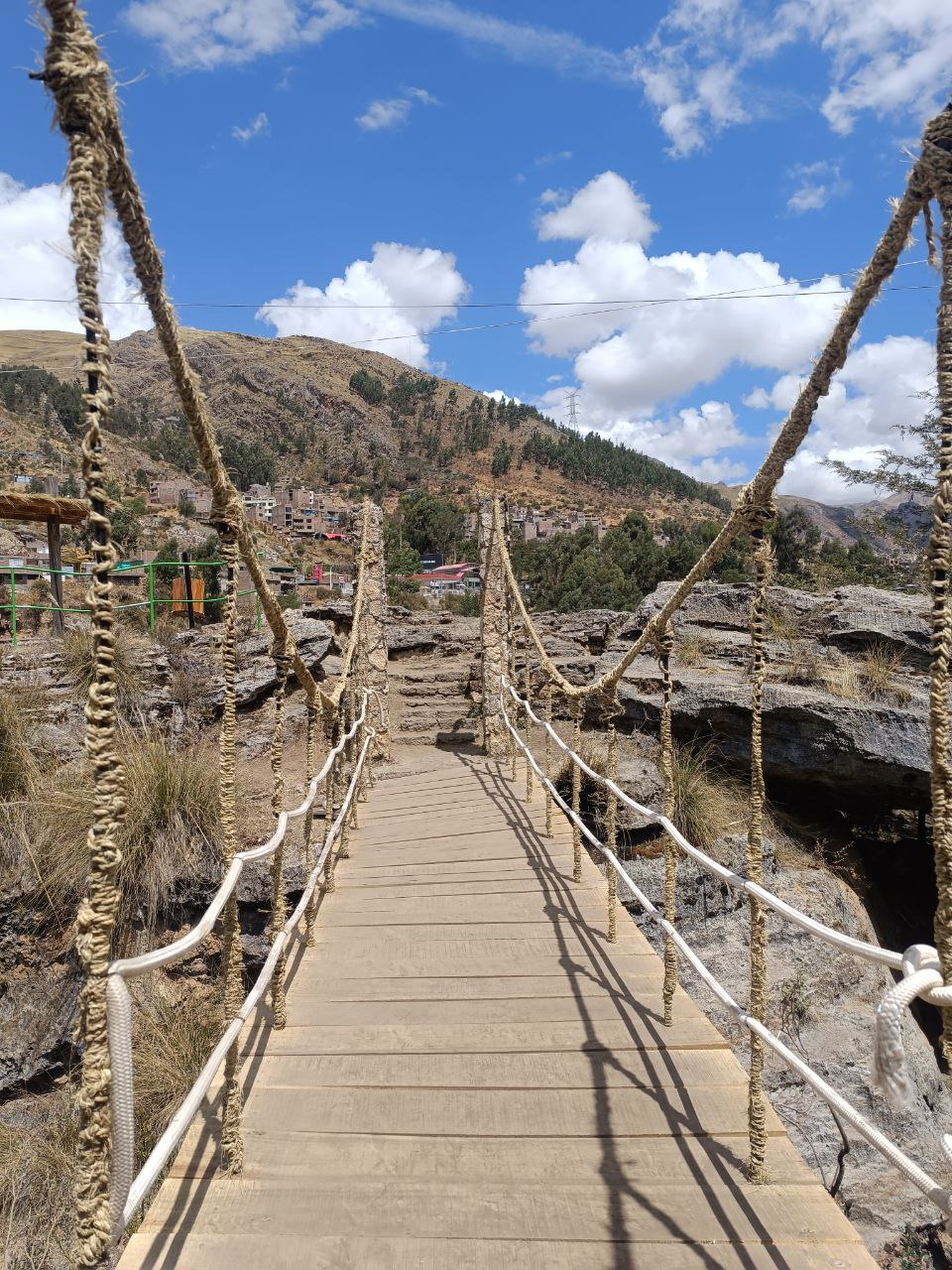
Puente colgante
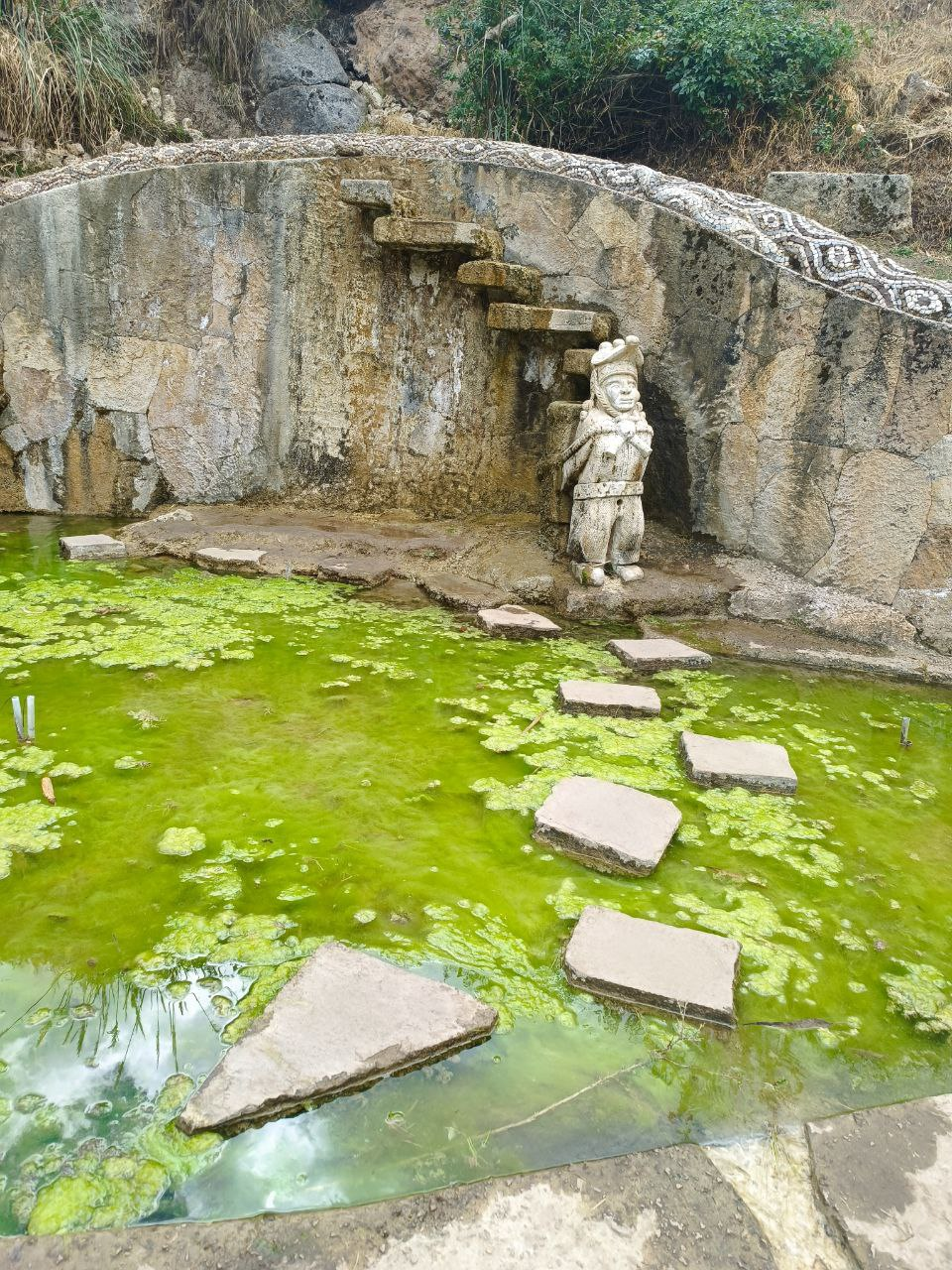
Complejo ecoturístico Seccsachaca Villa Cariño
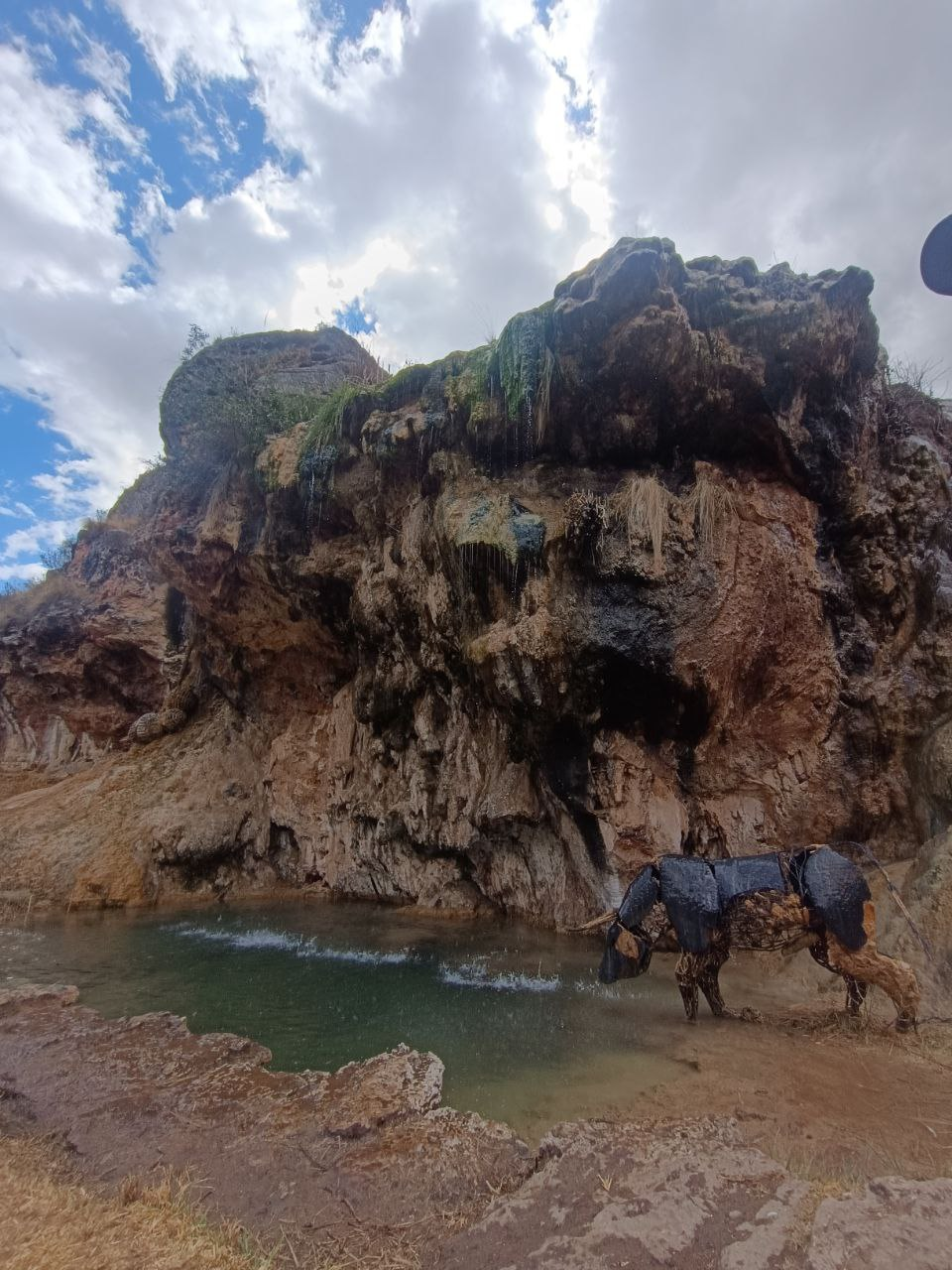
Complejo ecoturístico Seccsachaca Villa Cariño